# Ammobates chinospilus
Ammobates chinospilus là một loài Hymenoptera trong họ Apidae. Loài này được Baker mô tả khoa học năm 1974.